# Stürmer (Fußball)

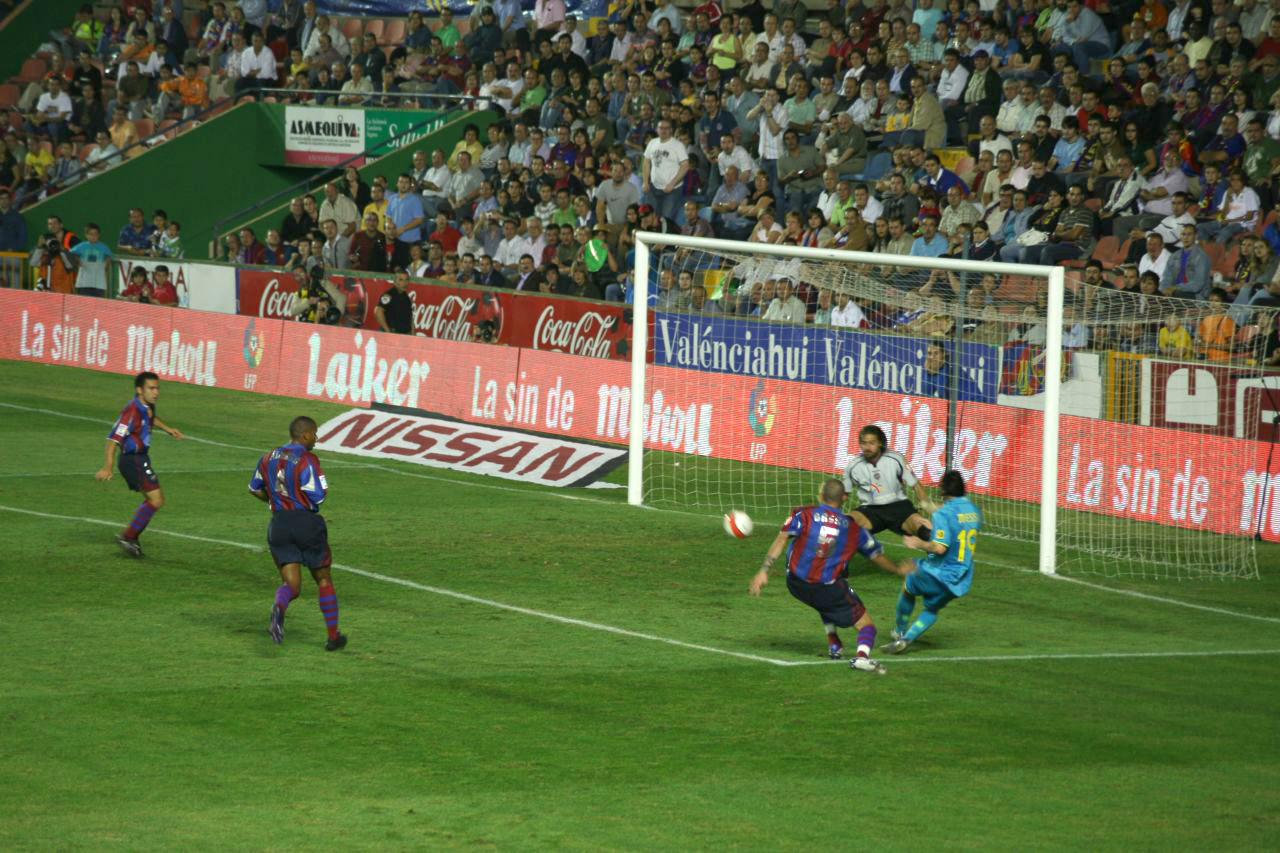
Stürmer Lionel Messi (rechts) beim Erzielen eines Tores (2007)

Stürmer ist eine Spielerposition im Fußball und in anderen Mannschaftssportarten. Die Position ist spieltaktisch bedingt und nicht Gegenstand des Regelwerkes. In diesem gelten Stürmer als Feldspieler, lediglich der Torwart nimmt dort eine Sonderrolle ein. Der Stürmer soll in erster Linie für die Tore seiner Mannschaft sorgen und wird nach seiner Chancenverwertung, aber auch ‑vorbereitung beurteilt. Seine Position ist regelmäßig in der gegnerischen Hälfte, in moderneren Spielsystemen aber zusätzlich auch defensiver bei der Verhinderung gegnerischer Angriffe.

## Taktische Ausrichtung von Stürmern
Man unterscheidet im Fußball zwischen folgenden taktischen Ausrichtungen von Stürmern, wobei die Grenzen hier sehr fließend sind:

### Außen- oder Flügelstürmer
Als Außenstürmer werden die am linken und am rechten Spielfeldbereich positionierten offensiven Spieler bezeichnet. Diese sind vor allem für die Torvorbereitung vorgesehen. Oftmals werden Außenstürmer auch als offensive Flügelspieler bezeichnet (und dadurch dem Mittelfeld zugeordnet), was aber lediglich eine Definitionssache ist und von der Spielweise abhängt, also davon, ob ein Spieler eher zahlreiche Vorlagen gibt oder sich häufig auch im Strafraum aufhält. Da in modernen Spielsystemen hinter dem Außenstürmer ein Außenverteidiger und/oder defensiver Mittelfeldspieler spielt, werden Außenstürmer bei der Defensivarbeit stark entlastet, um sich auf das Offensivspiel zu konzentrieren. Bekannte Außenstürmer sind derzeit beispielsweise Cristiano Ronaldo, Lionel Messi, oder Raheem Sterling. (Beispielhafte Spielsysteme: 4-3-3 oder 4-2-3-1)

### Halbstürmer
Als Halbstürmer (auch Verbindungsstürmer, kurz Verbinder oder Halbrechts bzw. Halblinks) wird die Position zwischen den Außenstürmern und dem Mittelstürmer bezeichnet. Der Halbstürmer wurde lediglich in den heute nicht mehr verwendeten Spielsystemen Schottische Furche (2-3-5) und im WM-System (3-2-5) eingesetzt.

### Mittelstürmer
Von Mittelstürmern spricht man insbesondere bei einem System mit zwei oder einem Stürmer ohne sonstige taktische Aufteilung. Die klassischen Mittelstürmer hielten sich früher ausschließlich in der Mitte des Spielfeldes und vor dem Tor des Gegners auf. Heute sind „Mittelstürmer“ flexibel und rücken je nach Spielsituation regelmäßig auf die Halbpositionen oder auf die Außenstürmerpositionen. Aufgrund dieser Flexibilität sind bei Mittelstürmern verstärkte Allround-Fähigkeiten gefordert. (Beispielhafte Spielsysteme: 3-5-2 oder 4-4-2, bei einem Mittelstürmer 4-2-3-1).
Der Mittelstürmer wird im Spielsystem auch klassischer Neuner genannt.
Als typische Mittelstürmer gelten zum Beispiel Luis Suárez oder auch Robert Lewandowski.

### Sturmspitze/Stoßstürmer
Als Sturmspitze wird der vorderste Angreifer bezeichnet. Heutzutage spielen Vereine in der Regel mit nur einer Sturmspitze und dazu mehreren offensiven Mittelfeldspielern/Außenstürmern. Die primäre Aufgabe der Sturmspitze ist mehr als bei allen anderen Positionen das Erzielen von Toren, dadurch sind sie teilweise von Defensivaufgaben entbunden. Insbesondere durch die neue Definition des Stoßstürmers sind die heutigen Anforderungen: Robustheit im Zweikampf, Kopfballstärke und Torgefährlichkeit im Strafraum. Stoßstürmer haben in der Regel (im Vergleich zu ihren Mitspielern) deutlich weniger Ballkontakte. Als Archetyp des klassischen Stoßstürmers könnte Gerd Müller bezeichnet werden. Er zeichnete sich durch seine Antizipation, seine Dribblings und seine Fähigkeit, Tore aus verschiedenen Lagen im Strafraum zu erzielen, aus. Bekannte Stoßstürmer sind derzeit beispielsweise Erling Haaland oder Robert Lewandowski. (Beispielhafte Spielsysteme: 4-1-4-1 oder 4-2-3-1)

### Hängende Spitze/Falsche Neun
Von einer hängenden Spitze spricht man, wenn einem nominellen Stürmer innerhalb einer taktischen Ordnung umfassende Defensivaufgaben zugeteilt werden. Dadurch muss die hängende Spitze regelmäßig von der klassischen Stürmerposition ins Mittelfeld zurückweichen, Bälle gewinnen und beim kreativen Spielaufbau mithelfen – deshalb wird eine hängende Spitze regelmäßig mit einem zweiten (Stoß-)Stürmer ergänzt, dem die hängende Spitze sozusagen vorarbeitet. Anforderungen an diesen Spieler sind dadurch insbesondere im Bereich der Schnelligkeit und Ausdauer zu sehen. Um tiefstehende Defensiven zu stören bzw. zu schwächen, kann die hängende Spitze auch Torschüsse aus der Halbdistanz von außerhalb des Strafraums versuchen. Sie gleicht in vielen Bereichen auch einem Spielmacher („10er“), der sich hinter dem Stoßstürmer aufhält. Bekannte hängende Spitzen sind Spieler wie Thomas Müller, Marco Reus oder Roberto Firmino. (Beispielhafte Spielsysteme: 3-5-2 oder 4-4-2)
Wird auf eine sog. „Falsche Neun“ gesetzt, spielt eine Mannschaft de facto ganz ohne Stürmer. Der Spieler, der als Falsche Neun fungieren soll, meist ein offensiver Mittelfeldspieler oder eine hängende Spitze (siehe oben), besetzt hier nur zeit- bzw. teilweise die Position eines (klassischen) Stürmers und soll sich sowohl die Bälle im Mittelfeld holen als auch solche zugespielt bekommen, um dann im richtigen Moment ein Tor zu erzielen. Ein solcher Spieler muss äußerst variabel, ball- und passsicher sein. Beispiele für eine solche Position sind Francesc Fabregas oder zum Teil Mario Götze. Bekannt wurde dieses System durch den Titelgewinn Spaniens bei der Europameisterschaft 2012.